# Ateleta
Ateleta – miejscowość i gmina we Włoszech, w regionie Abruzja, w prowincji L’Aquila.
Według danych na rok 2004 gminę zamieszkiwały 1232 osoby, 30 os./km².